# El libro de las ilusiones
El libro de las ilusiones es una novela del escritor estadounidense Paul Auster, publicada en 2002.

## Trama
La trama transcurre a finales de los años 1980. La historia es contada desde la perspectiva de David Zimmer, profesor universitario, que, tras perder a su mujer e hijos en un accidente de aviación, cae en una rutina de depresión y aislamiento. Tras ver una de las películas mudas de Hector Mann, un actor desaparecido desde los años 20, decide ocupar su tiempo viendo todas sus películas, y escribiendo un libro sobre ellas. La publicación del libro desencadena una serie de situaciones que obligan a Zimmer a adentrarse más profundamente en el pasado del actor.
La parte central del libro está extensamente dedicada a contar la biografía de Hector Mann, incluyendo su exilio autoimpuesto de su vida y carrera pasadas, lo que es una forma de penitencia por su papel en la muerte de una mujer que estaba enamorada de él. En los últimos días del actor, su esposa envía una carta a Zimmer, solicitándole que asista a su casa en Nuevo México para ser testigo del legado final de películas de Mann. Los acontecimientos que resultan en la rehabilitación de Zimmer de su estado de reclusión, se concluye con la manera en que su familia murió y fue allí cuándo se confirmó.

## Enlaces a otras obras
El libro hace muchas referencias directas a la autobiografía de François-René de Chateaubriand, Memorias de ultratumba; uno de los proyectos de Zimmer es realizar una nueva traducción del libro.
El libro de las ilusiones vuelve a visitar tramas vistas en el primer trabajo importante de Auster, La trilogía de Nueva York. Entre otros:
- El protagonista aislándose del mundo
- Amplio desarrollo de la trayectoria de un personaje ficticio
- Escritores como personajes
- Un personaje que desaparece para resurgir años después, habiendo pasado esos años vagando y realizando chapuzas
- Se establece un paralelismo entre un trabajo de Nathaniel Hawthorne y la propia trama
- Cuadernos (también en La noche del oráculo)
- Un final metareferencial que sitúa al protagonista como autor del libro

Además, el libro tiene la distinción estilística de no utilizar comillas, por tanto en la traducción al castellano no incluye el uso de la raya o guion largo. Auster usó esto anteriormente en Fantasmas, el segundo libro de La trilogía de Nueva York.
- Datos: Q581485